# 嚴重急性呼吸道症候群冠狀病毒2型Omicron JN.1變異株
新型冠状病毒JN.1变种（SARS-CoV-2 Variant JN.1）是新型冠状病毒的一种病毒变异。该变种于2023年8月25日首次在卢森堡被发现，随后又在英国、冰岛、法国和美国等其他几个国家被检测到。美国于2023年9月首次检测到该变种。
JN.1与变种BA.2.86关系密切，两者之间仅在尖突蛋白上有一个变化。JN.1变体展现出更强的传播性和免疫抗性，这可能是由于尖突蛋白中的L455S突变。此外，此突变是JN.1变体的标志，与亲本变体（parental variant）相比，JN.1传播性和免疫逃逸能力更强。

## 症状
JN.1变异株的症状和其它冠状病毒变异株相似，包括喉咙痛、充血、流涕、咳嗽、疲劳、头痛、肌肉疼痛以及发热或发冷。

## 经过
JN.1变种的传播性和逃避免疫系统的能力都有所增强，因此其影响十分重大。目前，它是美国增长最快的变异体。CDC预计，JN.1 变体在 SARS-CoV-2基因组序列中所占的比例将继续增加。而且，CDC表示“JN.1 的持续增长表明，它要么传播能力更强，要么更善于躲避我们的免疫系统。目前，还没有证据表明 JN.1 相对于目前流行的其他变种会增加公共卫生风险。”即便如此，CDC仍希望更新后的新型疫苗有助于抵御 JN.1 变体。

### 2023年8月
2023年8月25日，JN.1变体首次在卢森堡被发现。

### 2023年9月
JN.1 变体首次在美国被检测到。

### 2023年10月
在美国，截至 10 月底，JN.1变体在SARS-CoV-2 病毒中所占比例不到 0.1。

### 2023年12月
2023年12月8日，CDC报告称，JN.1变体估计占美国病例的15-29%。
2023年12月9日，JN.1变异株是美国第二大流行株，约占病例的21%。
2023年12月15日，JN.1变种占美国所有感染病例的五分之一以上，是美国增长最快的变种。
2023年12月21日，由于马来西亚新冠肺炎确诊人数逐渐回升，而在砂拉越于当日检测到JN.1毒株。其中采样自古晋以及三马拉汉。